# メクラゲンゴロウ属
メクラゲンゴロウ属（Morimotoa）は、複眼と後翅の退化した地下水生のゲンゴロウ類。井戸水の中から稀に採集されていたが、近年は上水道の普及に伴う井戸自体の減少により、ほとんど記録がない。近畿地方と四国に固有であり、学術的にもかなり貴重である。

## 分布
日本固有。近畿地方(特に兵庫県)、四国にのみ見られる。

## 生態
食性は不明。本属のオオメクラゲンゴロウ等はこれまでに1個体しか記録されておらず、現在生息しているかも不明。京都府等では絶滅危惧種に指定されている。本属を含め、地下水生生物は普段目にされることが少なく、地下水の汚染等によって個体数を減少させているのかもしれない。

## 分類
現在発見されているのは以下の種である。
- オオメクラゲンゴロウ
- ミウラメクラゲンゴロウ[1]